# シネマ5

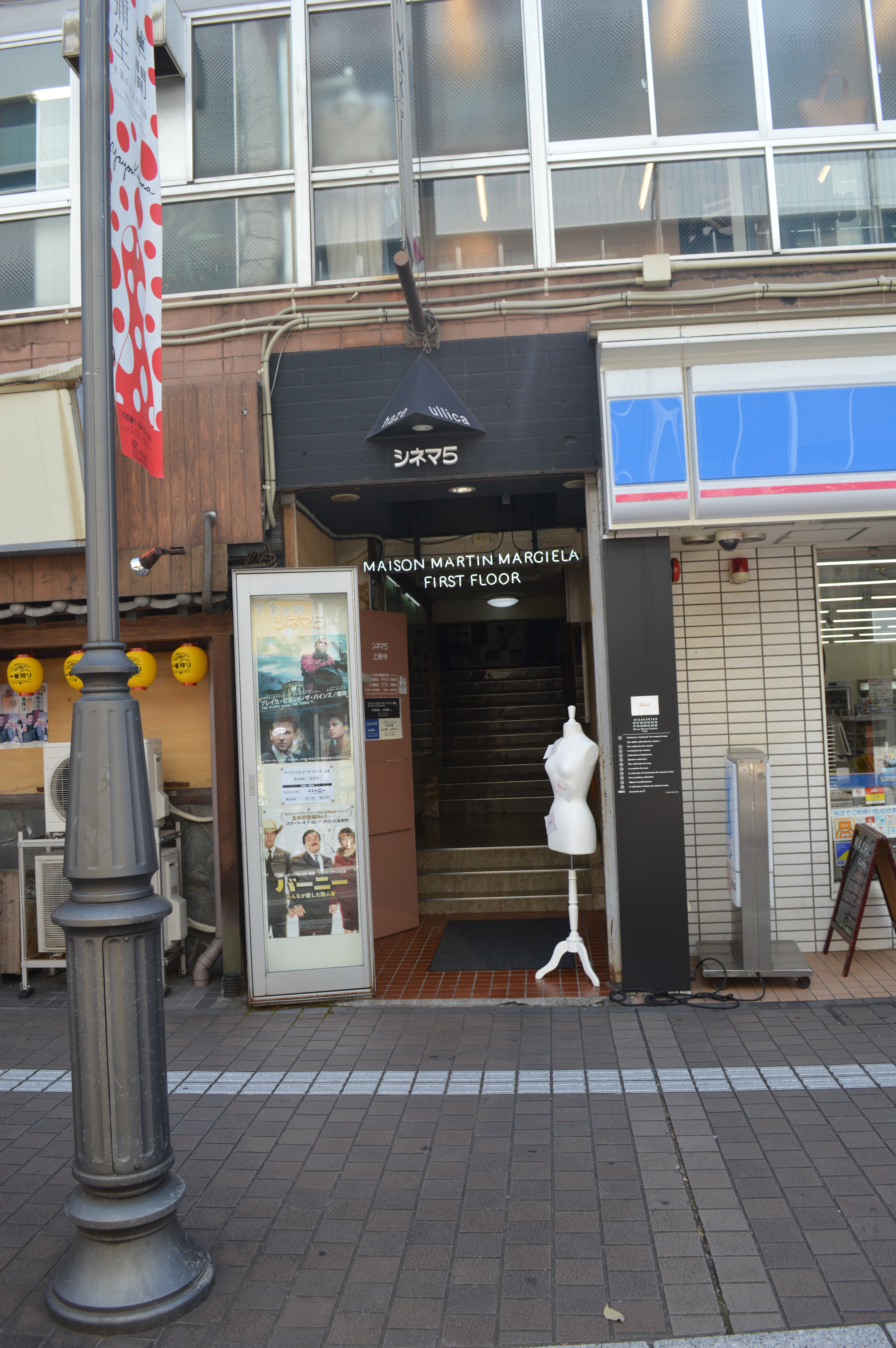
シネマ5の入口

シネマ5・シネマ5bis（シネマファイブ・シネマファイブビス）は、大分県大分市府内町2丁目4-8の若竹ビル2階にある映画館（ミニシアター）。

## 沿革
- 1989年（平成元年）1月7日 - シネマ5が開館。
- 2011年（平成23年） - シネマ5bisが開館。

## データ
シネマ5
- 所在地：大分県大分市府内町2丁目4-8 若竹ビル2階
- アクセス : JR日豊本線・豊肥本線・久大本線大分駅から北に徒歩10分
- 座席数：74席
- 機材 : 35mm映写機、DLPプロジェクター
- 音響 : ドルビー、ドルビーSRD
- 支配人 : 田井 肇

シネマ5bis
- 所在地：大分県大分市府内町3丁目7-7 セントラルプラザ地下1階
- アクセス : JR日豊本線・豊肥本線・久大本線大分駅から北に徒歩10分
- 座席数：168席
- 機材 : 35mm映写機、DLPプロジェクター
- 音響 : ドルビー、ドルビーSRD
- 支配人 : 田井 肇

## 歴史

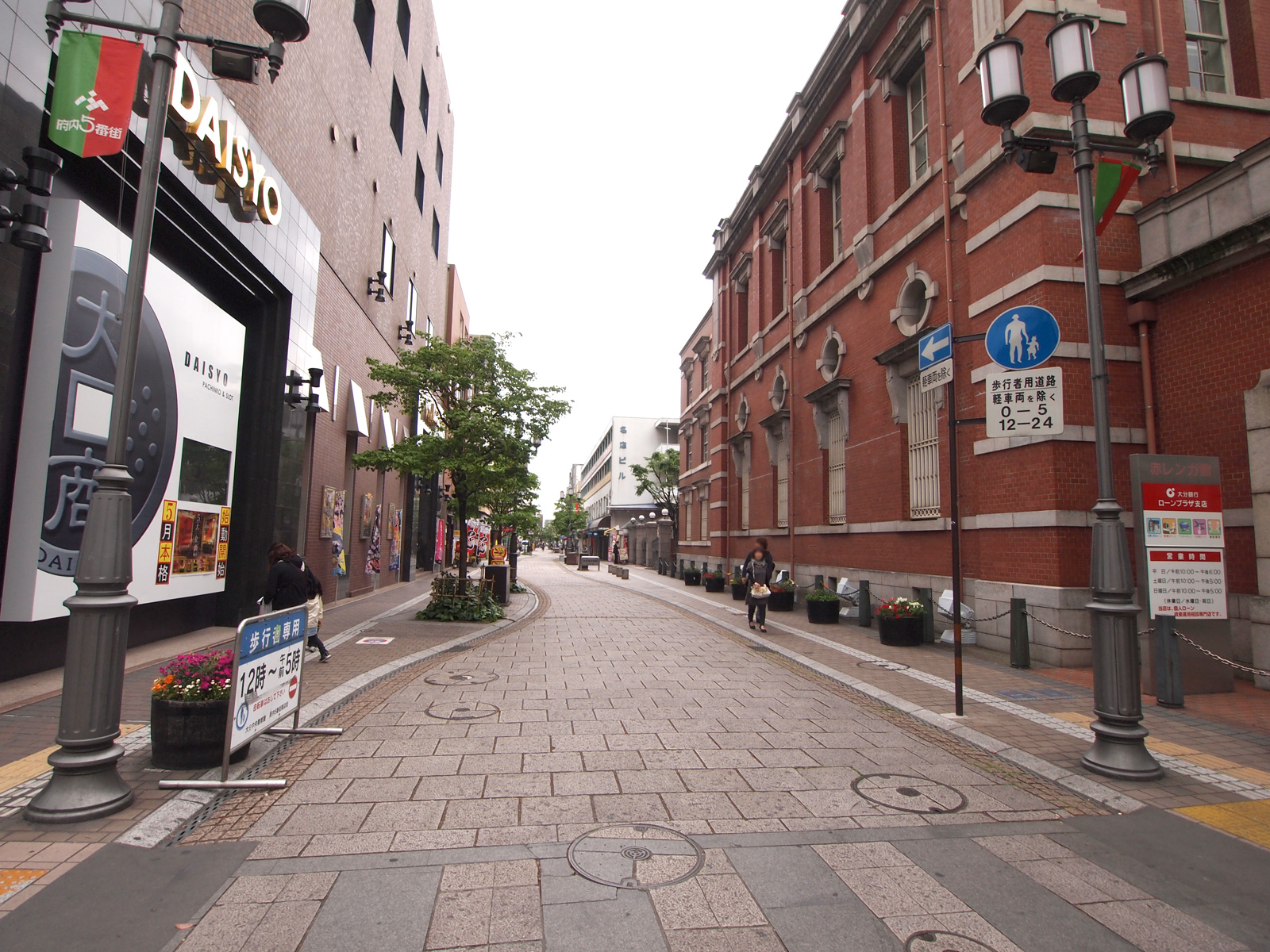
シネマ5がある府内五番街商店街

### 大分県の映画
昭和30年代には大分県に140もの映画館があり、大分市中心部の府内町だけで大小20もの映画館や劇場があった。府内町の映画館は次第に減っていき、1980年代後半（昭和60年代）にはシネマ1・2・3・4・5とセントラル劇場（4スクリーン）のみとなった。当時の大分市にはミニシアターが存在せず、単館系作品は映画サークルなどが映画館のスクリーンを借りて自主上映を行っていた。

### シネマ5開館
シネマ5支配人の田井肇（たいはじめ）は1976年に第1回湯布院映画祭が初開催された際のメンバーであり、第13回まで中心メンバーを務めた。1980年代末、二番館のシネマ5が閉館を検討した際に、府内五番街商店街のビルにある上映設備を田井が施設を譲り受け、1989年1月7日に名称を受け継いだミニシアターのシネマ5が開館。初回上映作品は『ベルリン・天使の詩』だった。
開館初日の1月7日朝には昭和天皇が崩御したため、シネマ5は休憩中の音楽もなくひっそりと営業した。開館時の資金は390万円であり、年間130万円ずつ赤字を出しても3年間は持つという試算だった。館名を変更しなかったのは、将来的な見通しがわからなかったためだという。
開館から5年が過ぎた頃には会員数が1000人を突破し、継続的に続けていく目途が立った。シネマ5開館から数年でシネマ1・2・3・4の4館が閉館し、2010年にはシネマ5から徒歩1分ほどの距離にあるセントラル劇場も閉館。大分市中心部の映画館はシネマ5のみとなった。

### シネマ5bis開館
閉館予定だったセントラル劇場跡地の1館を田井が引き継ぎ、2011年3月12日、シネマ5の2号館であるシネマ5bisを開館させた。開館前日には東日本大震災が起こっている。2000年にはシネコンのシネフレックス（現・TOHOシネマズ大分わさだ）が、2002年にはT・ジョイパークプレイス大分がそれぞれ大分市南部郊外に開館した。田井はシネマ5の支配人を務める傍らで、別府大学芸術文化学科の講師を務め、朝日新聞大分県版でコラムを連載している。

### その後
2010年には学生を対象として鑑賞料金を500円とする「ムービー・スカラー」制度を開始した。2010年2月13日には豊後高田市出身の瀬々敬久が監督した5時間14分の超大作『ドキュメンタリー頭脳警察』の公開を機に、瀬々監督が舞台挨拶を行った。なお瀬々監督は2011年に大分合同新聞文化賞・芸術文化賞を受賞。同年11月3日の『ヘヴンズ ストーリー』上映会では、山崎ハコ、村上淳と共にトークショーを行っている。
2013年6月には松本清張原作・野村芳太郎監督作品を一挙に6作品上映する特集上映を行い、『砂の器』（1974年）、『張込み』（1958年）、『鬼畜』（1978年）、『影の車』（1970年）、『疑惑』（1982年）、『ゼロの焦点』（1961年）をすべて35mmフィルムで上映した。9月21日には『日本の悲劇』（小林政広監督）に主演した仲代達矢がシネマ5bisでの上映時にトークショーを行った。2013年には年間180本を上映した。
2014年1月19日には目の不自由な人を対象として映画の生ガイドを行う上映会が開催された。2015年8月5日には『野火』の監督と主演を務めた塚本晋也が舞台挨拶を行った。
2017年1月14日にはアニメ映画『この世界の片隅に』の監督を務めた片渕須直が舞台挨拶で来館。また片渕監督の『マイマイ新子と千年の魔法』（2009年）が同年4月1日から7日までアンコール上映された。

## コミュニティシネマセンター
シネマ5支配人の田井肇は、全国のミニシアターの結束を目的として2003年に活動を開始した「コミュニティシネマセンター」で代表理事を務めている。発足当初は珍しい外国映画などの地方巡回を目的とするミニシアターの連絡会だったが、2000年頃からNPO法人などがミニシアターの運営にかかわるケースが増え、現在のコミュニティシネマセンターという形態に変化した。
2008年には各地のミニシアターが「シネマ・シンジケート」を設立し、田井は副代表に就任。単館では配給が難しい良作をシンジケート加盟館で上映してきた。2013年には、静岡県浜松市のシネマイーラの呼びかけで製作された『楽隊のうさぎ』をコミュニティシネマセンター加盟館が上映した。